# Kidane Tadasse
Kidane Tadasse, född den 1 januari 1987 i Adi Bana, är en friidrottare från Eritrea som tävlar i medel- och långdistanslöpning.
Tadasse deltog vid VM för juniorer 2006 där han blev sexa på 5 000 meter. Vid Olympiska sommarspelen 2008 var han i final både på 5 000 meter och på 10 000 meter. Han slutade tia respektive tolva. 

## Personliga rekord
- 5 000 meter - 13.13,17
- 10 000 meter - 27.06,16